# Kanton Le Donjon
Le Donjon is een voormalig kanton van het Franse departement Allier. Het kanton maakte deel uit van het arrondissement Vichy.
Het werd opgeheven bij decreet van 27 februari 2014, met uitwerking op 22 maart 2015. Alle gemeenten werden toegevoegd aan het kanton Dompierre-sur-Besbre.

## Gemeenten
Het kanton Le Donjon omvatte de volgende gemeenten:
- Avrilly
- Le Bouchaud
- Chassenard
- Le Donjon (hoofdplaats)
- Lenax
- Loddes
- Luneau
- Montaiguët-en-Forez
- Montcombroux-les-Mines
- Neuilly-en-Donjon
- Le Pin
- Saint-Didier-en-Donjon
- Saint-Léger-sur-Vouzance